# Premio Goya per il miglior montaggio
Il premio Goya per il miglior montaggio (premio Goya al mejor montaje) è un premio cinematografico assegnato annualmente dall'Academia de las Artes y las Ciencias Cinematográficas de España a partire dal 1987 al miglior montaggio di un film di produzione spagnola uscito nelle sale cinematografiche nel corso dell'anno precedente.
I plurivincitori, con tre riconoscimenti, sono Pablo del Amo, José Salcedo e Pablo Blanco.

## Albo d'oro
I vincitori sono indicati in grassetto, a seguire gli altri candidati.

### Anni 1987-1989
- 1987: Eduardo Biurrun - Banter
  - Pablo del Amo - Il viaggio in nessun luogo (El viaje a ninguna parte)
  - José Luis Matesanz - Werther
- 1988: Pablo del Amo - Divine parole (Divinas palabras)
  - Julio Peña - La tabaccaia di Vallecas (La estanquera de Vallecas)
  - José Luis Matesanz - Il mio generale (Mi general)
- 1989: José Salcedo - Donne sull'orlo di una crisi di nervi (Mujeres al borde de un ataque de nervios)
  - Pedro del Rey - A peso d'oro (El Dorado)
  - José Salcedo - Intrighi e piaceri a Baton Rouge (Bâton Rouge)
  - José Salcedo - Remando nel vento (Remando al viento)
  - Teresa Font - Berlín Blues

### Anni 1990-1999
- 1990: Carmen Frías - La scimmia è impazzita (El sueño del mono loco)
  - José Antonio Rojo - Montoyas y Tarantos
  - Pablo del Amo - Squillace (Esquilache)
  - Pablo del Amo - Il mare e il tempo (El mar y el tiempo)
  - Pedro del Rey - La notte oscura (La noche oscura)
  - Raúl Román - Il bambino della luna (El niño de la luna)
- 1991: Pablo del Amo - ¡Ay, Carmela!
  - José Salcedo - Légami! (¡Átame!)
  - Rosario Sainz de Rozas - Le lettere di Alou (Las cartas de Alou)
- 1992: José Luis Matesanz - Beltenebros
  - Teresa Font - Amantes - Amanti (Amantes)
  - José Salcedo - Tacchi a spillo (Tacones lejanos)
- 1993: Carmen Frías - Belle Époque
  - José Salcedo - Il maestro di scherma (El maestro de esgrima)
  - Pablo Blanco - Azione mutante (Acción mutante)
- 1994: Pablo del Amo - Il tiranno Banderas (Tirano Banderas)
  - Teresa Font - Intruso
  - Pablo Blanco - La madre morta (La madre muerta)
- 1995: Teresa Font - Días contados
  - Miguel González Sinde - Canción de cuna
  - José Salcedo - Il detective e la morte (El detective y la muerte)
- 1996: José Salcedo - Nessuno parlerà di noi (Nadie hablará de nosotras cuando hayamos muerto)
  - Teresa Font - Il giorno della bestia
  - Guillermo Represa - Boca a boca
- 1997: María Elena Sáinz de Rozas - Tesis
  - Pablo del Amo - Il cane dell'ortolano (El perro del hortelano)
  - Pablo Blanco e Fidel Collados - Asaltar los cielos
- 1998: Pablo Blanco - Airbag
  - José María Biurrun - El color de las nubes
  - Rori Sainz de Rozas - Segreti del cuore (Secretos del corazón)
- 1999: Iván Aledo - Gli amanti del circolo polare (Los amantes del círculo polar)
  - María Elena Sáinz de Rozas - Apri gli occhi (Abre los ojos)
  - Miguel González-Sinde - El abuelo
  - Carmen Frías - La niña dei tuoi sogni (La niña de tus ojos)

### Anni 2000-2009
- 2000: José Salcedo - Tutto su mia madre (Todo sobre mi madre)
  - Julia Juániz - Goya (Goya en Burdeos)
  - Nacho Ruiz Capillas - La lingua delle farfalle (La lengua de las mariposas)
  - Fernando Pardo - 'Solas'
- 2001: Miguel González Sinde - You'Re the One - Una Historia de Entonces (Una historia de entonces)
  - Carmen Frías - Calle 54
  - Alejandro Lázaro - La comunidad - Intrigo all'ultimo piano (La comunidad)
  - José Salcedo - Leo
- 2002: Nacho Ruiz Capillas - The Others
  - Teresa Font - Giovanna la pazza (Juana la Loca)
  - Iván Aledo - Lucía y el sexo
  - José Salcedo - Nessuna notizia da Dio (Sin noticias de Dios)
- 2003: Ángel Hernández Zoido - La caja 507
  - Alejandro Lázaro - 800 balas
  - Ernest Blasi - Aro Tolbukhin en la mente del asesino
  - Nacho Ruiz Capillas - I lunedì al sole (Los lunes al sol)
- 2004: Iván Aledo - Spia + Spia - Due superagenti armati fino ai denti (La gran aventura de Mortadelo y Filemón)
  - Teresa Font - Per amare Carmen (Carmen)
  - Rori Sainz de Rozas - Días de fútbol
  - Ángel Hernández Zoido - Ti do i miei occhi (Te doy mis ojos)
- 2005: Guillermo Maldonado - El Lobo
  - Antonio Pérez Reina - Frío sol de invierno
  - José María Biurrun - Horas de luz
  - Iván Aledo - Incautos
- 2006: Fernando Pardo - Habana Blues
  - Iván Aledo - El método
  - Julia Juániz - Iberia
  - Miguel González Sinde - Ninette
- 2007: Bernat Vilaplana - Il labirinto del fauno (El laberinto del fauno)
  - Iván Aledo - Los Borgia
  - José Salcedo - Il destino di un guerriero (Alatriste)
  - Santy Borricón e Aixalá - Salvador 26 anni contro (Salvador Puig Antich)
- 2008: David Gallart - Rec
  - Fernando Pardo - Le 13 rose (Las 13 rosas)
  - Elena Ruiz - The Orphanage (El Orfanato)
  - Nacho Ruiz Capillas - Siete mesas de billar francés
- 2009: Alejandro Lázaro - Oxford Murders - Teorema di un delitto (Los crímenes de Oxford)
  - Nacho Ruiz Capilla - Los girasoles ciegos
  - Iván Aledo - Mortadelo y Filemón: misión salvar la tierra
  - José Salcedo - Sólo quiero caminar

### Anni 2010-2019
- 2010: Mapa Pastor - Cella 211 (Celda 211)
  - Nacho Ruiz Capillas - Agora
  - Carmen Frías - El baile de la Victoria
  - Nacho Ruiz Capillas - Gordos
- 2011: Rodrigo Cortés - Buried - Sepolto (Buried)
  - Ángel Hernández Zoido - También la lluvia
  - Alejandro Lázaro - Ballata dell'odio e dell'amore (Balada triste de trompeta)
  - Stephen Mirrione - Biutiful
- 2012: Pablo Blanco - No habrá paz para los malvados
  - David Gallart - Blackthorn - Sin destino
  - Elena Ruiz - Eva
  - José Salcedo - La pelle che abito (La piel que habito)
- 2013: Elena Ruiz e Bernat Villaplana - The Impossible (Lo imposible)
  - Fernando Franco - Blancanieves
  - Marta Velasco - El artista y la modelo
  - José M. G. Moyano - Grupo 7
  - David Pinillos e Antonio Frutos - Invasor
- 2014: Pablo Blanco - Las brujas de Zugarramurdi
  - Alberto de Toro - 3 bodas de más
  - Nacho Ruiz Capillas - La gran familia española
  - David Pinillos - La herida
- 2015: José M. G. Moyano - La isla mínima
  - Mapa Pastor - El Niño 
  - José M. G. Moyano, Darío García - Paco de Lucía: la búsqueda
  - Pablo Barbieri, Damián Szifrón - Storie pazzesche (Relatos salvajes)
- 2016: Jorge Coira - Desconocido - Resa dei conti (El desconocido)
  - David Gallart - Requisitos para ser una persona normal 
  - Pablo Barbieri - Truman - Un vero amico è per sempre (Truman)
  - Nacho Ruiz Capillas - Perfect Day (Un día perfecto)
- 2017: Jaume Martí e Bernat Vilaplana - Sette minuti dopo la mezzanotte (A Monster Calls)
  - José M. G. Moyano - L'uomo dai mille volti (El hombre de las mil caras)
  - Alberto del Campo e Fernando Franco García - Che Dio ci perdoni (Que Dios nos perdone)
  - Ángel Hernández Zoido - La vendetta di un uomo tranquillo (Tarde para la ira)
- 2018: Laurent Dufreche e Raúl López - Handia
  - David Gallart - Abracadabra
  - Ana Pfaff e Didac Palou - Estate 1993 (Estiu 1993)
  - Bernat Aragonés - La casa dei libri (La librería)

- 2019: Alberto del Campo - Il regno (El reino)
  - Javier Fesser - Non ci resta che vincere (Campeones)
  - Hayedeh Safiyari - Tutti lo sanno (Todos lo saben)
  - Fernando Franco - Viaje al cuarto de una madre

### Anni 2020-2029
- 2020: Teresa Font - Dolor y gloria
  - Laurent Dufreche e Raúl López - La trinchera infinita
  - Alberto del Campo - Madre
  - Carolina Martínez Urbina - Mientras dure la guerra